# Noord-Limburg (waterschap)
Het waterschap Noord-Limburg was een waterschap in de Nederlandse provincie Limburg. Het omvatte het noordelijke deel van de provincie, ongeveer het gebied van Noord-Limburg.

## Geschiedenis
Op 1 augustus 1950 werd door Provinciale Staten besloten om de toenmalige waterschappen Noord-Limburgse Beken ten Westen der Maas en Van de Kwist-, Spring- en Everlosche beek op te heffen en samen te voegen tot waterschap Noord-Limburg. Bij de oprichting had het waterschap een oppervlakte van 38 hectare.
In 1962 voegde men het stroomgebied van de Bos-, Tas- en Lierbeek in de toenmalige gemeenten Kessel en Maasbree toe. Hiertoe behoorde ook de Langvense Loop en de Broekhuizer Molenbeek in de toenmalige gemeenten Broekhuizen, Horst en Meerlo en het gebied Scherliet in Helden. Met deze toevoeging had het waterschap het beheer over 44.000 hectare.
In 1971 voegde men het stroomgebied Gekkengraaf en de gronden in ruilverkavelingen Middelste Horst en Blitterswijk toe aan het waterschap.
In 1990 nam men alle percelen op binnen het beheersgebied die voordien nog niet toebehoorden aan het waterschap. Hiermee kreeg het waterschap een grootte van ruim 50.000 hectare.
In 1994 werd het waterschap samengevoegd met de waterschappen Het Maasterras en Midden-Limburg om samen het waterschap Peel en Maasvallei te vormen.

## Wapen
Het wapen van het waterschap toont de Maas en de turfwinning.